# Möckern, Saale-Holzland
Möckern là một đô thị thuộc huyện Saale-Holzland, trong bang Thüringen, Đức. Đô thị Möckern, Saale-Holzland có diện tích 5,35 km².